# 13112 Montmorency
13112 Montmorency eller 1993 QV4 är en asteroid i huvudbältet som upptäcktes den 18 augusti 1993 av den belgiske astronomen Eric W. Elst vid CERGA-observatoriet. Den är uppkallad efter Philippe II de Montmorency-Nivelle, greve av Hoorn.
Asteroiden har en diameter på ungefär 5 kilometer och den tillhör asteroidgruppen Koronis.